# Issam Fares
Issam Fares (Ebel El-Saki, Líbano, 6 de agosto de 1945 - Três Lagoas, 2 de agosto de 2014) foi um médico e político brasileiro, tendo sido por duas vezes prefeito de Três Lagoas.
Vindo para o Brasil em 5 de maio de 1948, para Ibirá, no estado de São Paulo, passou nessa cidade sua infância e a adolescência, tendo lá cursado o ensino básico e fundamental.
Entre os anos de 1962 e 1965, cursou o ensino médio na cidade de São Paulo, ingressando, no ano seguinte, na Faculdade de Ciências Médicas e Biológicas de Botucatu. De 1966 a 1971, cursou medicina e, entre os anos de 1969 e 1971, fez estágio na cidade de São Paulo, nas dependências do Hospital de Amparo Maternal, especializando-se em ginecologia e obstetrícia.
No mesmo ano de 1971, contraiu matrimônio com Isabel Galvanin Guidio na cidade de
Ipauçu, resultando dessa união três filhos: Issam Júnior, Iamani e Idris. Em 1972, fez residência na Santa Casa de Misericórdia de Araçatuba, especializando-se em Cirurgia Geral.
Começou a clinicar, posteriormente, em Valparaíso - em 1973 - e Guararapes - 1973-1974 -, nesta última cidade atuando como diretor clínico da Santa Casa local.
Em 14 de março de 1974, naturalizou-se brasileiro, fixando nesse mesmo ano, em 19 de agosto, residência na cidade de Três Lagoas, Mato Grosso do Sul. Mudou-se, em 1984, para Vilhena, em Rondônia, onde exerceu sua profissão até 1986.
Em 16 de março desse ano, após dezoito meses, retornou a Três Lagoas, onde encontra-se até a presente data.
Após uma vitoriosa campanha, chegou ao Executivo municipal em janeiro de 1997. Destacou-se por sua equipe de assessores qualificada. Neste primeiro mandato, ocupou-se em terminar obras da administração anterior, que sofreu gravemente com corrupção, e ordenar as finanças públicas.
No ano de 2000, foi reeleito com grande maioria de votos para o mandato de 2001 a 2004. Neste segundo mandato, no entanto, a produtividade do Executivo decaiu.